# GRB 970228

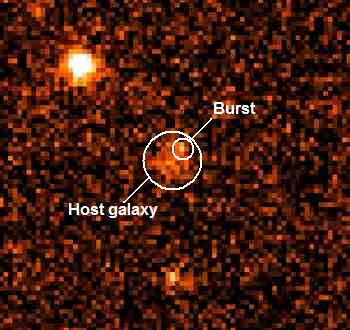

GRB 970228은 잔광이 관찰된 최초의 감마선 폭발(GRB)이었다. 1997년 2월 28일 02:58 UTC에 감지되었다. 1993년 이후 물리학자들은 GRB 다음에 낮은 에너지의 잔광(전파, 엑스레이, 심지어 가시광선과 같은 파장)이 뒤따를 것이라고 예측했지만, 이 사건 이전까지 GRB는 고광도 폭발에서만 관찰되었다. 이로 인해 위치 상의 불확실성이 커져 그 성격이 매우 불분명해졌다.
폭발은 광도 곡선에 여러 개의 피크를 가지며 약 80초 동안 지속되었다. GRB 970228의 광 곡선의 특징은 초신성도 발생했을 수 있음을 암시한다. 폭발의 위치는 약 81억 광년 떨어진 은하(z = 0.695의 적색편이)와 일치하여 GRB가 은하수 훨씬 너머에서 발생한다는 초기 증거를 제공한다. 이는 두 달 후 후속 GRB 970508 폭발을 통해 결정적으로 입증되었다.